# タマホーム
タマホーム株式会社（英称:Tama Home.Co.Ltd.）は、日本の住宅メーカー。1998年6月3日設立。JPX日経中小型株指数の構成銘柄の一つ。
以前、本社は福岡市にあり、福岡県を中心に九州地方を基盤としていたが、2004年6月に大阪本社（現・関西地区本部）、2005年6月に東京本社（現・本社）をそれぞれ開設し、本店登記も東京に移転した上で全国展開を図っている。

## 概況

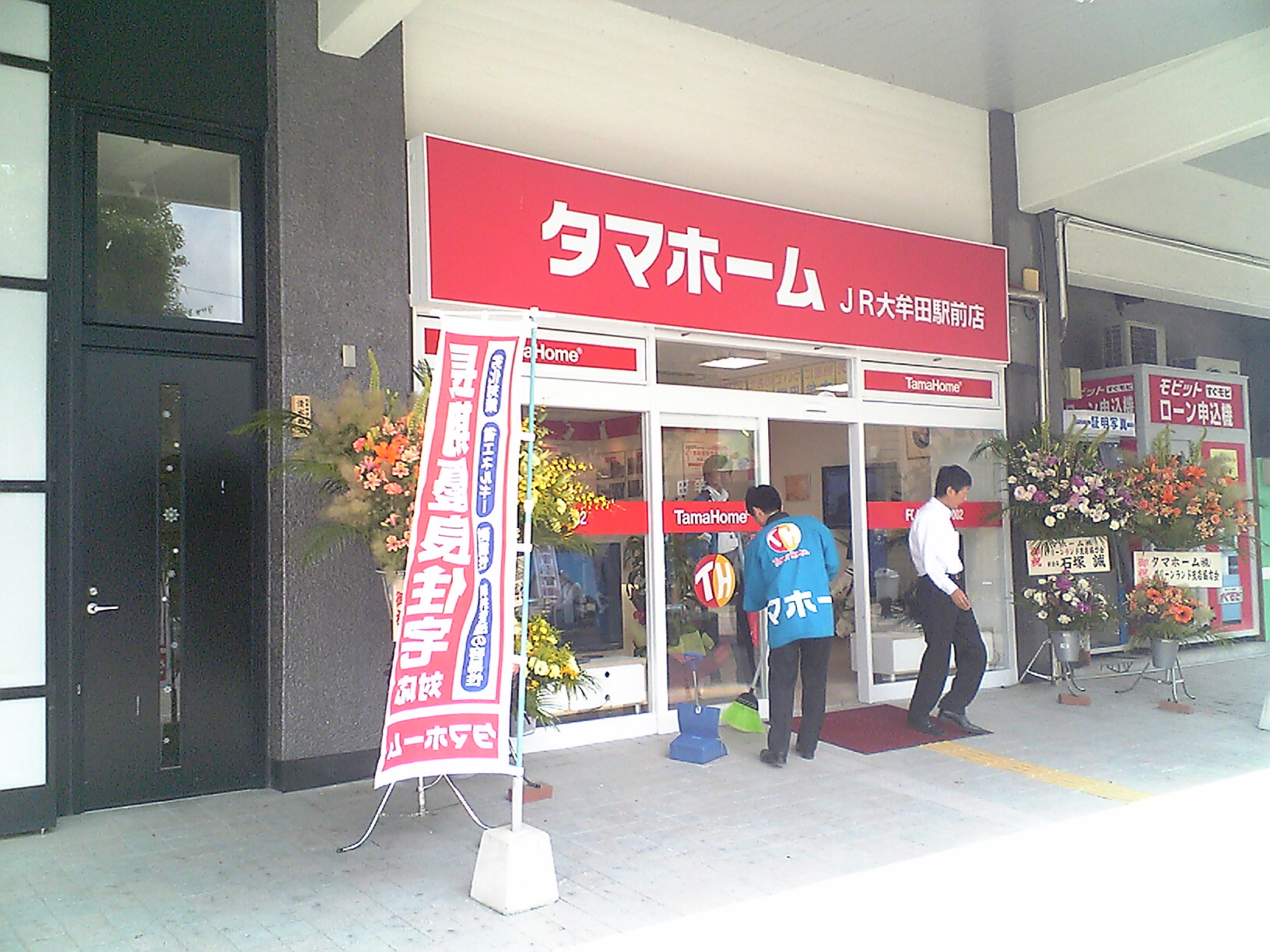
タマホームJR大牟田駅前店
（福岡県大牟田市）
2010年4月現在閉店し、跡地は婦人服店となった。

タマホームとは、木造住宅の注文建築を行っている会社である。キャッチコピーは“Happy Life Happy Home TAMA HOME”。「よりよい物をより安く」をモットーとする。
社名表記の“タマ”は、創業者の苗字の“玉木（たまき）”に由来する。
2011年現在、福岡ヤフオク・東京両ドームのプロ野球の球場にバックネット裏広告を出しており、野球ファンを中心に知名度の向上に一役買っている。また、地元だった福岡ドームでは命名権を獲得しようと動いていた。結果、Yahoo! JAPANが獲得したために成功しなかったものの、2016年に創業地の筑後市に建設されたHAWKSベースボールパーク筑後のメインスタジアムであるホークススタジアム筑後では命名権を獲得し、「タマホーム スタジアム筑後」（タマホーム スタジアムちくご、略称：タマスタ筑後）としている。この他にも球場に隣接する敷地にモデルハウスを出店しているなど、プロ野球への積極的な宣伝も特徴の一つである。さらに2007年8月には「お台場冒険王」に出展し、展示会も開催された。

## 沿革
- 1887年 - 福岡県八女郡羽犬塚村（現在の筑後市）で、玉木長命（たまき ちょうめい）が個人企業形態で建設業を開始。
- 1978年 - 筑後興産株式会社を設立。
- 1998年 - 筑後興産の土木・建築・設計・不動産業をタマホーム株式会社として分離独立し、玉木康裕が代表取締役に就任。
- 2000年1月1日 - 筑後市にモデルハウスオープン。
- 2002年10月 - 本社を福岡市博多区に移転。
- 2004年6月 - 大阪本社設立。
- 2005年6月 - 東京都港区に東京本社設立、東京本社設立に伴い本社機能を移転。
- 2005年6月 - タマホーム東北株式会社設立。増田文彦が同社代表取締役社長に就任。
- 2005年12月 - 資本金を7億7350万円に増資。
- 2006年 - CMキャラクターにみのもんたを起用。キャッチコピーは「タマホーム、いいねぇ〜。」。
- 2007年9月 - 夢真ホールディングス子会社の夢真アーバンフロンティアを買収し、タマホーム東京に商号変更。
- 2008年12月 - Tama Global Investments Pte. Ltd 設立
- 2009年 - CMキャラクターにSMAPの木村拓哉を起用。
- 2011年1月 - タマホーム沖縄株式会社グランドオープン。
- 2013年3月 - 東京証券取引所第一部及び福岡証券取引所に上場。
- 2013年4月 - 資本金を43億1014万円に増資。
- 2015年11月 - 創業家資産管理会社の株式会社TAMAXが創業家の持つ株式集約を目的として株式公開買付を実施[3][4]。
- 2018年8月 - 代表取締役社長に玉木康裕の長男・伸弥が就任。会長兼社長の康裕は代表権のある会長になる[5]。

## 関連会社
- タマ・アド株式会社
- タマファイナンス株式会社
- タマリビング株式会社
- タマアグリ株式会社
- タマホテルズ株式会社
- 在住ビジネス株式会社
- タマフードインターナショナル株式会社
- 株式会社九州新エネルギー機構
- タマアパレル株式会社
- タマホーム不動産株式会社
- THオートリース株式会社
- Kakehashi Tama Home Development Co., Ltd.
- Tama Son Thanh Vietnam Joint Stock Company
- Tama Global Investments Pte. Ltd.
- Tama Home（Cambodia）Ltd.
- Tama Home AMERICA LLC

## 広告

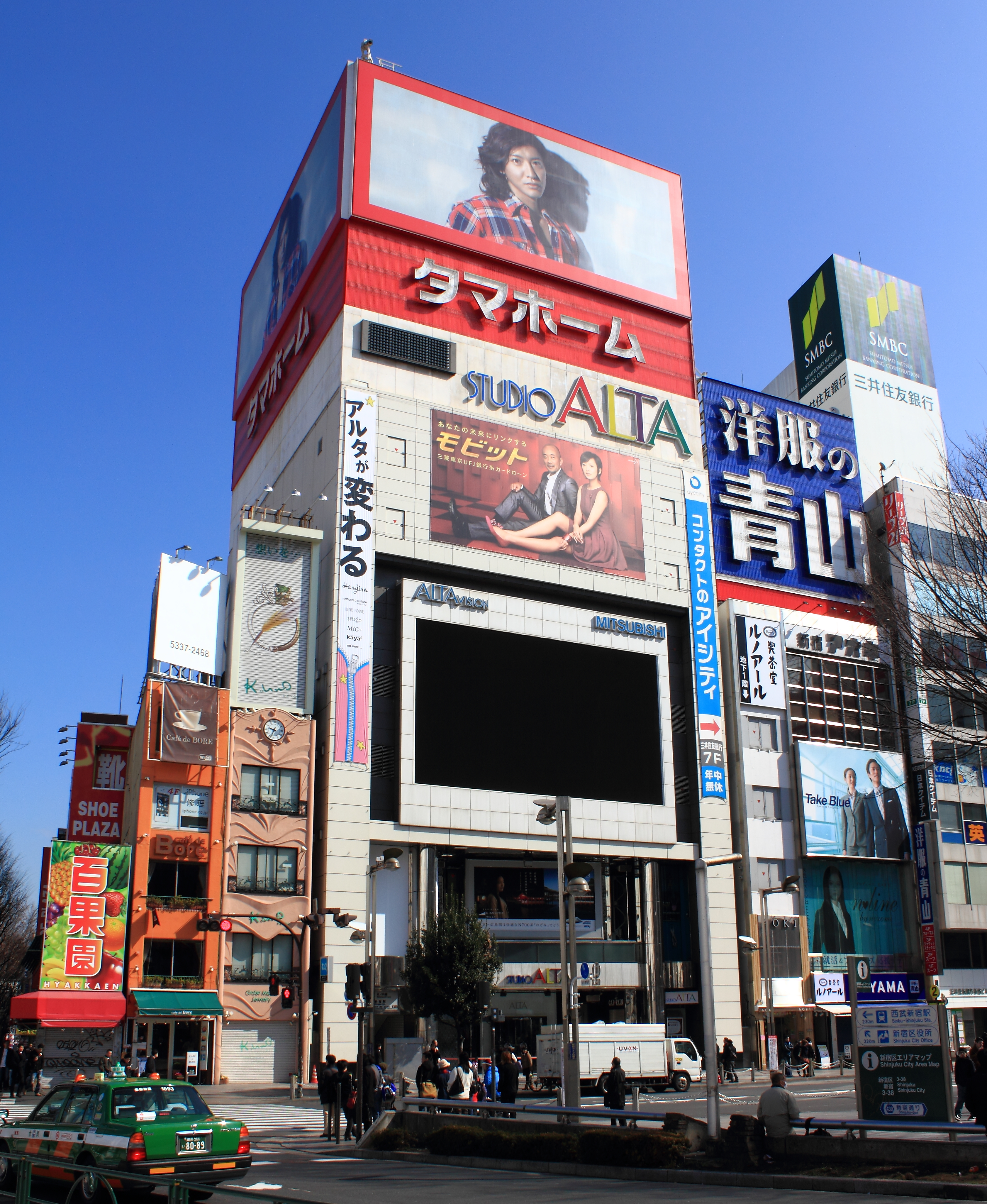
タマホームの広告があった新宿アルタ（2012年撮影）。

### テレビコマーシャル
当初よりキャッチコピーである「♪ハッピーライフ、ハッピーホーム、タマホーム」の歌詞のCMソングを使用。このCMソングは元クリスタルキングの今給黎博美が作曲したものである。
2009年7月 - 2013年は木村拓哉をCMキャラクターに、ディープ・パープルの「紫の炎」の「burn」という部分を「タマホーム」に替えたCMソングが使われており、タマホームの公式HPにも特設サイトが設けられていた（2017年に木村が降板したため、現在は視聴不可）。
その後、8.6秒バズーカー、神田沙也加、CHARAと娘のSUMIRE、矢野顕子、キュウソネコカミ、ピコ太郎、THE ALFEE、大友康平、加山雄三、坂本冬美などを起用した。 また、20周年記念のCM（2018年6月）で、キュウソネコカミ、THE ALFEE（2022年に再起用）、神田沙也加、加山雄三、坂本冬美、ももいろクローバーZが共演。
以降のイメージキャラクター
- 北島三郎（2018年）
- 北山たけし（2018年）
- 大江裕（2018年）
- 水樹奈々（2019年）- 後にピコ太郎同様「ハッピーソング」の詞や曲をアレンジし、水樹本人がアニメキャラクターになった「ハッピーソング 水樹奈々アニメ篇」も制作された。
- 氷川きよし（2019年）- ロックテイスト溢れる衣装と楽曲アレンジで出演している。
- 新妻聖子（2019年  2021年）-「ハッピーソング」を本気で歌うバージョンとミュージカルテイストに楽曲アレンジしたバージョンで出演している。
- 今田美桜（2019年 - 2020年）- アイドル歌手に扮し、昭和の歌番組風のセットと楽曲アレンジで出演。映像・テロップ類も昭和の雰囲気で制作されている。また、歌謡祭風のバージョンもあった。
- 千鳥（2020年）- 家電屋で今田のCMをノブが見ており、その後に大悟が登場。
- 城田優（2020年 - 2021年）
- サンドウィッチマン（2020年8月 - ）
- 千賀滉大（2021年 - ）福岡ソフトバンクホークス→ニューヨーク・メッツに移籍後も当社のCMに引き続き出演。
- 周東佑京（2021年）- ノック・練習中に「ハッピーソング」を歌う。
- 栗原陵矢（2021年）- ヒーローインタビュー中に「ハッピーソング」を歌う。
- ゴスペラーズ（2021年）- 城田と「ハッピーソング」をアカペラアレンジで歌う。
- Ado（2021年）
- 平原綾香（2022年）
- 松平健（2022年10月 - ）-「ハッピーソング」を「マツケンサンバ」風アレンジで歌うものや、富士山をバックに時代劇風のアレンジで馬に乗って歌うものの2種類がある（後者の場合、テロップは時代劇のタイトル風の筆文字で「タマホーム」と表示）。
- 中川大志（2023年）- 松平と共演。

### ラジオコマーシャル
2014年7月からJFNの週末用時報スポンサー契約に伴い、JFN加盟局にて時報を兼ねたラジオコマーシャルを放送している。

### 屋外広告
2006年頃から2019年まで、新宿アルタ屋上に大型広告（みのもんた→木村拓哉）が掲示されていた。また、同所から生放送されていた『森田一義アワー 笑っていいとも!』の関東ローカルスポンサー〈番組前半〉も一時期務めていた。

## 提供スポンサー番組
※終了した番組も含む

### テレビ
日本テレビ系列
- 午後は○○おもいっきりテレビ
- 踊る!さんま御殿!!
- 秘密のケンミンSHOW（読売テレビ制作）
- ダウンタウンDX（同上）
- 日本史サスペンス劇場

TBS系列
- バラエティーニュース キミハ・ブレイク
- 報道特集NEXT
- ウンナン極限ネタバトル! ザ・イロモネア 笑わせたら100万円
- アッコにおまかせ!
- CDTVライブ!ライブ! ※番組内容や『アイ・アム・冒険少年』のスペシャル放送時はPT扱い。

フジテレビ系列
- めざましテレビ（一部地域ローカルのみ）
- サキヨミLIVE（フジテレビ・関西テレビ共同制作）
- ネプリーグ
- 森田一義アワー 笑っていいとも!（関東ローカルのみ）
- 爆笑レッドカーペット
- SMAP×SMAP（関西テレビ・フジテレビ共同制作）※一時期提供降板
- クイズ$ミリオネア→まるまるちびまる子ちゃん ※『めちゃ×2イケてるッ!』へ提供枠移動
- ベビスマ
- 快傑えみちゃんねる（関西テレビ制作・ローカル番組）
- めちゃ×2イケてるッ!
- 国際千葉駅伝（2006年 - 2008年。2009年大会以降は同業の別会社が担当）

テレビ朝日系列
- 賢コツ!!
- スーパーJチャンネル
- 報道ステーション
- 徹子の部屋
- ドラえもん（2005年版）
- 最終警告!たけしの本当は怖い家庭の医学（朝日放送テレビ制作）
- 福岡国際マラソン（第65回（2011年）大会の協賛スポンサー）
- SmaSTATION!!
- 全国高校野球選手権大会中継（朝日放送、2005年）
- 新・暴れん坊将軍（2025年1月4日）

テレビ東京系列
- ソロモン流
- 決着!歴史ミステリー
- 開運!なんでも鑑定団
- シナぷしゅ

BS朝日
- 賢者の選択
- 渡辺篤史の建もの探訪（テレビ朝日制作）

ローカル番組
- ディズニータイム（TOKYO MX）
- パ・リーグ応援宣言!ホークス中継（TOKYO MX）
- あっぱれ!KANAGAWA大行進（tvk）

### ラジオ
NRN系列（ニッポン放送・文化放送発）
- ニッポン放送ショウアップナイター
  - CBCドラゴンズナイター（CBCラジオ）
  - 東海ラジオ ガッツナイター（東海ラジオ）
  - ABCフレッシュアップベースボール（朝日放送ラジオ）

## 不祥事・事件

### 社長によるコロナウイルス陰謀論流布
- 2021年7月 - 創業者の長男で2代目社長の玉木伸弥がCOVID-19ワクチンに関する陰謀論を信じ、社員にワクチンを接種しないように強要したとの報道があり、会社はこれを否定した[7] 。しかし、のちに社長がウイルスに関する陰謀論を信じてそれを社内で話す証拠が提示された[8]。

### 社員に風俗店利用推奨
- 2021年8月 - 取締役の加賀山健次を筆頭に役員や支店長ら幹部数十人が＜自己啓発セミナー＃GoToデリバリー＞と称するLINEグループを結成。「社長のご紹介」として性風俗店の利用を推奨していた実態が明らかになった[9]。

### 社員による巨額の横領事件
- 2023年8月 - 長崎県の佐世保営業所の30代の営業マンが、顧客から振り込まれた約6000万円の代金を横領していたことが「週刊文春」の取材で分かった[9]。